# História do Egito
A História do Egito corresponde a uma das mais longas histórias de um território do mundo.

## Pré-história
No final do período paleolítico, o clima árido do Norte da África tornou-se cada vez mais quente e seco, forçando as populações da área a se concentrarem ao longo do Vale do Nilo. Desde que os caçadores e coletores nômades até os homens modernos começaram a viver na região, até o final do Pleistoceno Médio, cerca de 120 000 anos atrás, o Nilo tem sido a salvação do Egito. A planície fértil do Nilo deu aos homens a oportunidade de desenvolver uma economia agrícola sedentária e uma sociedade mais sofisticada e centralizada que se tornou um marco na história da civilização humana.

### Período pré-dinástico
Nos períodos pré-dinástico e dinástico, o clima egípcio era muito menos árido do que é hoje. Grandes regiões do Egito, estavam cobertas de savanas arborizadas e eram atravessadas por rebanhos de pastagens ungulados. Fauna e flora eram muito mais prolíficas em todos os arredores e na região do Nilo havia grandes populações de aves aquáticas. A caça teria sido comum para os egípcios e este é também o período em que muitos animais foram domesticados pela primeira vez.

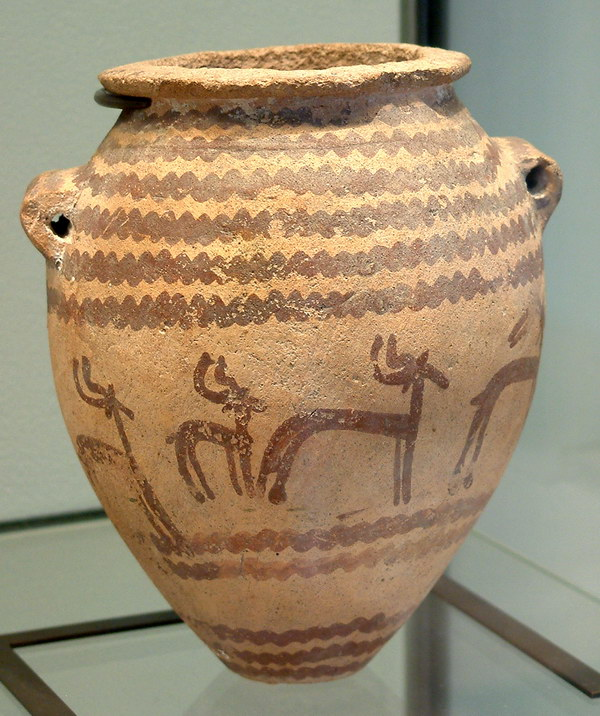
Um típico jarro decorado com gazelas

Por volta de 5 500 a.C., pequenas tribos que viviam no vale do Nilo haviam se desenvolvido em uma série de culturas demonstrando o firme controle da agricultura e pecuária, e são identificáveis pela sua cerâmica e objetos pessoais, como pentes, pulseiras e colares. No Norte as culturas que mais se destacaram foram a cultura Faium A que começou a tecer e a cultura El-Omari, já que foi nela que surgiram os cemitérios. E no sul do Egito, a Badariana, era conhecida por sua cerâmica de alta qualidade, ferramentas de pedra e seu uso de cobre.
No sul do Egito, a cultura Badariana foi sucedida pelas culturas Amratiana e Gerzeana, que apresentaram uma série de melhoras técnicas. No período Gerzeano, evidências iniciais existem a respeito do contato com Canaã e a costa de Biblos.
No sul do Egito, A Cultura de Nacada, semelhante a Badariana, começou a se expandir ao longo do Nilo por cerca de 4 000 a.C. Quando mais cedo o período Nacada I, os egípcios pré-dinásticos importavam obsidiana da Etiópia, usados para dar forma a lâminas e outros objetos a partir de lascas. Durante um período de cerca de 1 000 anos, a cultura de Nacada se desenvolveu em uma poderosa civilização cujos líderes estavam em completo controle das pessoas e dos recursos do vale do Nilo. O estabelecimento de um centro de poder em Hieracômpolis e, posteriormente, em Abidos, líderes de Nacada III expandiram seu controle sobre o Norte do Egito ao longo do Nilo. Eles também negociaram com a Núbia, ao sul, os oásis do deserto ocidental, a oeste, e as culturas do Mediterrâneo Oriental, ao leste.

A cultura de Nacada fabricou uma gama diversificada de bens materiais, reflexo do crescente poder e da riqueza da elite, que inclui pintura, cerâmica de alta qualidade, vasos de pedra decorados com motivos geométricos e animais estilizados, paletas de cosméticos e joias feitas de ouro, lápis-lazúli e marfim. Eles também desenvolveram um esmalte cerâmico conhecido como faiança, que foi bem usado no período romano para decorar copos, amuletos e figurinhas. Durante a última fase do período pré-dinástico, a cultura de Nacada começou a usar símbolos escritos que acabariam por evoluir para um sistema cheio de hieróglifos para escrever a antiga língua egípcia.

## Antigo Egito

### Época Tinita

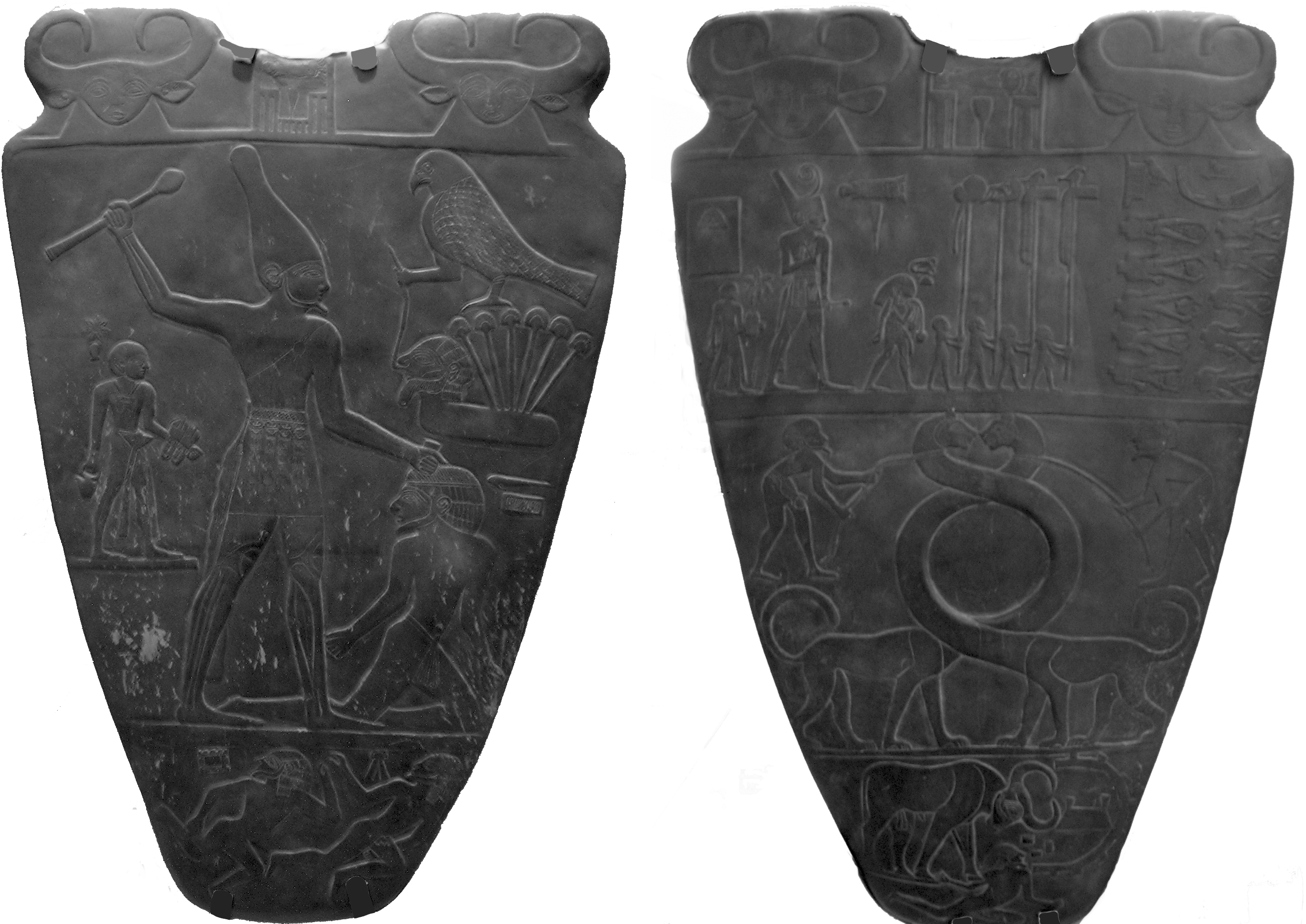
As duas faces da Paleta de Narmer (reprodução exposta no Royal Ontario Museum, Canadá)

No século III a.C., o sacerdote Manetão agrupou uma linha do tempo dos faraós de Menés aos do seu tempo em 30 dinastias, um sistema ainda em uso hoje. Ele escolheu para começar a sua história oficial o rei chamado Meni (em grego, Menés) que se acredita que foi o unificador dos reinos do Alto e Baixo Egito (c. de 3 100 a.C.). A transição para um estado unificado realmente aconteceu de forma mais gradual do que os escritores egípcios nos querem fazer crer, e não há registro contemporâneo de Menés. Alguns estudiosos acreditam agora que, no entanto, que o mítico faraó Menés pode realmente ter sido o faraó Narmer, que é retratado vestindo trajes reais sobre a cerimonial Paleta de Narmer em um ato simbólico de unificação, ou então o faraó Atótis.
O período tinita, c. de 3 150 a.C., o primeiro dos faraós solidificou seu controle sobre o Alto Egito mudando a capital de Tinis para a recém-fundada Mênfis, a partir da qual eles poderiam controlar a força de trabalho e a agricultura do fértil Delta, bem como as rotas do lucrativo e fundamental comércio com o Levante. O crescente poder e da riqueza dos faraós durante o período dinástico se refletiu em suas mastabas elaboradas e em estruturas de culto mortuário em Abidos, que foram utilizadas para celebrar o faraó endeusado após sua morte. A forte instituição da realeza desenvolvida pelos faraós serviu para legitimar o controle estatal sobre a terra, trabalho e recursos que foram essencialmente para a sobrevivência e o crescimento da antiga civilização egípcia.
Durante o período tinita os faraós realizaram ataques contra os núbios, líbios e beduínos árabes, assim como realizaram incursões contra o Sinai em busca de cobre e turquesa e no Mar Vermelho para exploração das minas locais. Também comercializaram com a região Síria Palestina de onde obtinham a madeira de cedro.

### Império Antigo

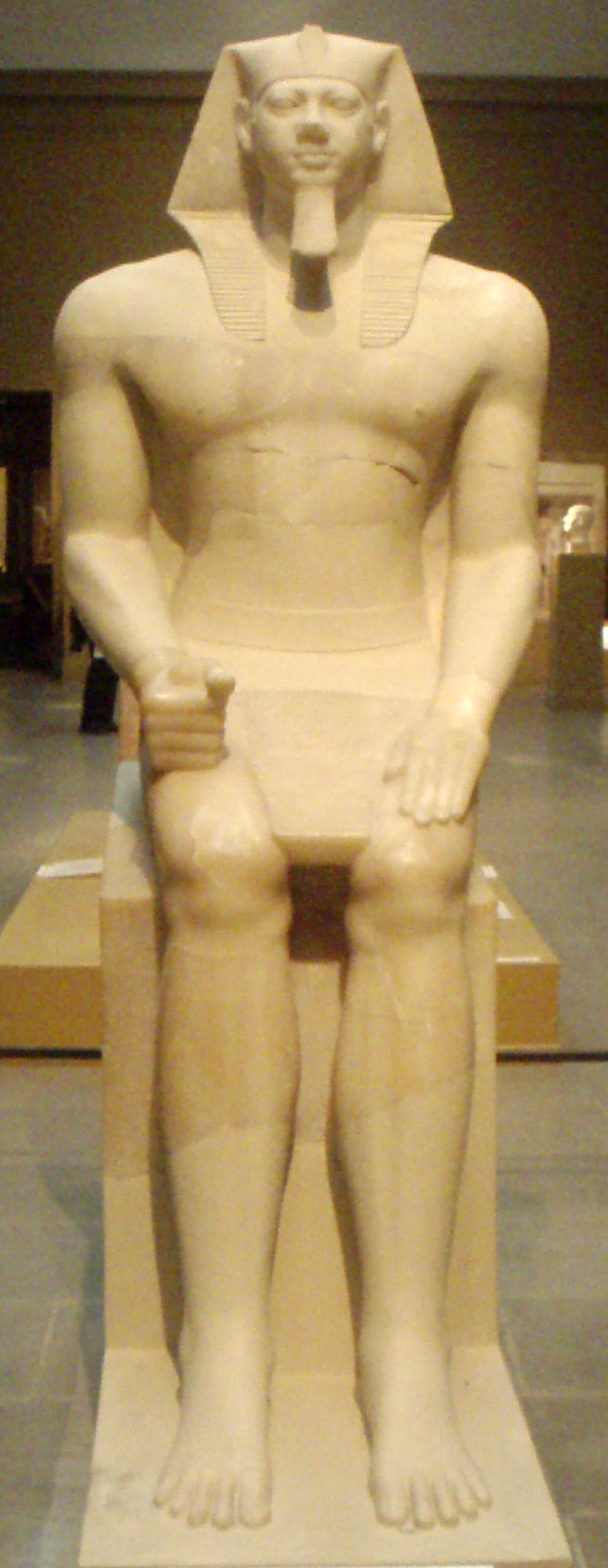
Estátua de Menkaure, feita de alabastro, localizada no Museu de Belas Artes de Boston

Impressionante avanço na arquitetura, arte e tecnologia foram feitos durante o Império Antigo, alimentado pelo aumento da produtividade agrícola possível graças a uma administração central bem desenvolvida. Sob a direção do vizir, os impostos arrecadados pelos funcionários do Estado, coordenados projetos de irrigação para melhorar o rendimento da cultura, camponeses recrutados para trabalhar em projetos de construção, e o estabelecimento de um sistema de justiça pode manter a ordem e a paz. Com o excedente dos recursos disponibilizados por uma economia produtiva e estável, o Estado foi capaz de patrocinar a construção de monumentos colossais e à excepcional comissão de obras de arte para as oficinas reais.
Durante o Império Antigo, houve uma tendência para a construção de pirâmides como monumentos fúnebres para os faraós. Entre as mais proeminentes pode-se citar as pirâmides de Djoser (Pirâmide de degraus), Seneferu (Pirâmide de Meidum, Pirâmide Romboidal e Pirâmide Vermelha), Quéops (Pirâmide de Quéops), Quéfren (Pirâmide de Quéfren e a Esfinge de Guizé) e Miquerinos (Pirâmide de Miquerinos). Os faraós Djedefre (Pirâmide de Abu Roach), Seberquerés (Pirâmide Purificada), Userquerés (Pirâmide de Userquerés), Sefrés (Pirâmide de Sefrés), Neferircaré (Pirâmide de Neferircaré), Neferefré (Pirâmide de Nedefefré), Niuserré (Pirâmide de Niuserré), Tanquerés (Pirâmide de Tanquerés), Unas (Pirâmide de Unas), Teti (Pirâmide de Teti), Pepi I (Pirâmide de Pepi I), Merenré I (Pirâmide de Merenré) e Pepi II (Pirâmide de Pepi II) também empreenderam a construção de outras pirâmides.
O Império Antigo é caracterizado por um crescente comércio com o Líbano, Palestina, Mesopotâmia e Punte, assim como por expedições comerciais para exploração mineral nas minas do Sinai e Mar Vermelho (Deserto Oriental) e por campanhas militares contra núbios e líbios. Com suas campanhas militares e comerciais o Egito além de criam acampamentos estratégicos também adquiriu ouro, cobre, turquesa, madeira de cedro, mirra, malaquita e eletro. Sob Sefrés, com o crescente comércio, foi criada a primeira frota marítima egípcia.

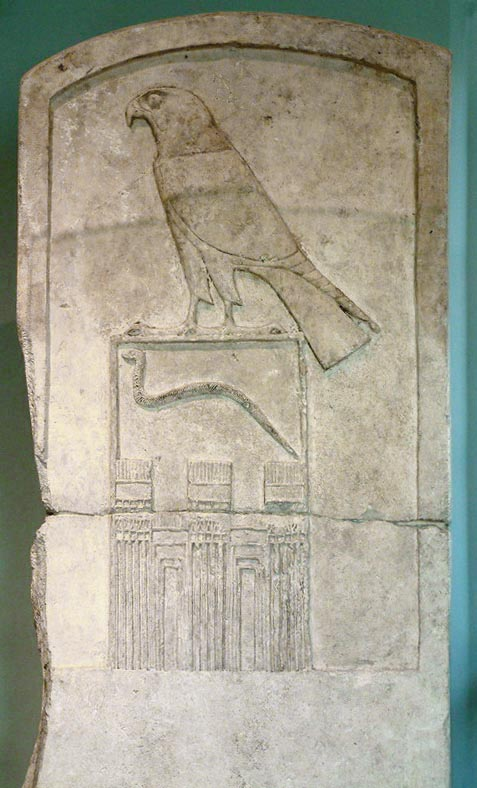
Estela do rei Uenefés, I dinastia

Junto com a crescente importância de uma administração central surgiu uma nova classe de educados escribas e funcionários que receberam propriedades do faraó em pagamento a seus serviços. Os faraós também fizeram concessões de terras para seus cultos mortuários e templos locais para assegurar que estas instituições teriam recursos necessários para a adoração do faraó após a sua morte. Até o final do Império Antigo, cinco séculos de práticas feudais corroeram o poder econômico do faraó, que já não podia dar o luxo de suportar uma grande administração centralizada. Como o poder do faraó diminuiu, governantes regionais chamados nomarcas começaram a desafiar a supremacia do faraó. Isso, juntamente com secas severas entre 2 200 e 2 150 a.C., em última análise, fizeram o país entrar num período de 140 anos de fome e conflitos conhecidos como o Primeiro Período Intermediário.

### Primeiro Período Intermediário
Depois que o governo central do Egito entrou em colapso no final do Império Antigo, o governo não podia mais suportar ou estabilizar a economia do país. Os líderes regionais não podiam contar com o faraó para ajudar em épocas de crise, e a consequente escassez de alimentos e as disputas políticas se transformaram em situações de fome e em pequena instância, em guerras civis. No entanto, apesar dos problemas, os líderes locais, não devendo tributo ao faraó, usaram sua independência para estabelecer uma cultura próspera nas províncias. Uma vez no controle dos seus próprios recursos, as províncias tornaram-se economicamente mais ricas, fato demonstrado por enterros maiores e melhores entre todas as classes sociais. Em surtos de criatividade, os artesãos das províncias adotaram e adaptaram motivos culturais antes restritos à realeza do Império Antigo, e os escribas desenvolveram estilos literários que expressam o otimismo e a originalidade do período.
Livres de sua lealdade ao faraó, os governantes locais começaram a competir uns contra os outros para o controle territorial e poder político. Até 2 160 a.C., os governantes de Heracleópolis controlavam o Baixo Egito, enquanto um clã rival, baseado em Tebas, a família de Intefe, assumiu o controle do Alto Egito. Como os Intefes cresceram em poder e expandiram seu controle para o norte, um confronto entre as duas dinastias rivais tornou-se inevitável. Cerca de 2 055 a.C. as forças de Tebas sob Mentuotepe II, finalmente derrotaram os governantes de Heracleópolis, reunindo as Duas Terras e inaugurando um período de renascimento econômico e cultural conhecido como o Império Médio.

### Império Médio

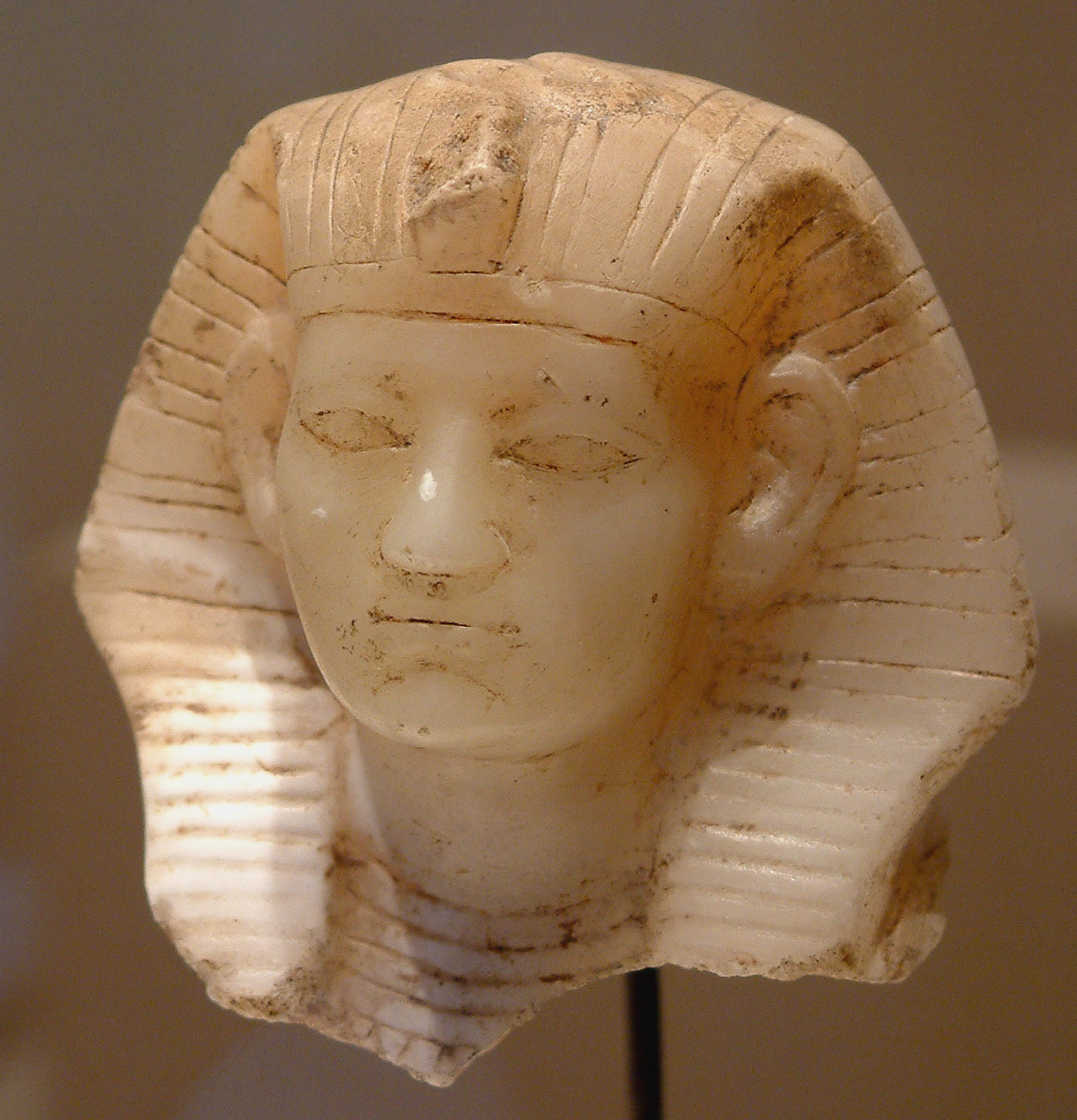
Cabeça de esfinge de Amenemés III em alabastro (Museu do Louvre)

Os faraós do Império Médio restauraram a prosperidade do país e a estabilidade, estimulando um renascimento da arte, literatura e projetos grandiosos de construção. Mentuotepe II e seus sucessores da XI dinastia governaram de Tebas, mas o vizir Amenemés I, ao assumir ao trono dando início a XII dinastia por volta de 1 985 a.C., mudou a capital do país para a cidade de Itjtawy, localizada no Faium. De Iti-Taui, os faraós da XII dinastia comprometeram-se a realizarem uma recuperação de áreas degradadas e melhorar o sistema de irrigação para aumentar a produção agrícola na região. Além disso, houve a reconquista militar de toda a Núbia, rica em pedreiras e minas de ouro, enquanto que trabalhadores construíram uma estrutura defensiva no Delta Oriental, chamada "Muros-do-Rei", para defender o Egito contra os ataques estrangeiros.
Tendo garantido a segurança militar e política e a riqueza agrícola assim como uma vasta quantidade de minerais, a população, a arte e a religião floresceram. Em contraste com a atitude elitista do Império Antigo para os deuses, o Império Médio teve um aumento nas expressões da piedade pessoal o que poderia ser chamado de democratização da vida após a morte, em que todas as pessoas possuíam uma alma e poderiam ser recebidos na companhia dos deuses após a morte. A literatura do Império Médio destaca temas sofisticados e os caracteres escritos em um estilo confiante e eloquente, e a escultura em relevo e retrato capturou a sutileza, detalhes individuais que atingiram um novo patamar da perfeição técnica. Todos os governantes do Império Médio erigiram pirâmides.
Durante o Império Médio, como forma de assegurar a sucessão ainda em vida, foi comum os faraós dividirem o trono com seus sucessores, mantendo-os como co-faraós. Durante este período foi mantido relações comerciais com a Fenícia, com Creta e houve expedições comerciais a Punt.
O último grande governante do Império Médio, Amenemés III, permitiu colonos asiáticos na região do Delta para fornecer uma força de trabalho suficiente para sua especialmente ativa mineração e campanhas de construção. Estas ambiciosas atividades de mineração e construção, porém, combinadas com inadequadas inundações do Nilo em seu reinado, fragilizaram a economia e precipitaram um lento declínio no Segundo Período Intermediário durante as posteriores dinastias XIII e XIV. Durante esse declínio, os colonos asiáticos começaram a assumir o controle da região do Delta, acabando por chegar ao poder, como os hicsos.

### Segundo Período Intermediário
Por volta de 1 785 a.C., com o poder dos faraós do Império Médio enfraquecido, os imigrantes asiáticos residentes na cidade do Delta Oriental Aváris assumiu o controle da região e forçou o governo central a se retirar para Tebas, onde o faraó era tratado como um vassalo e esperava-se pagamento de tributo. Os hicsos (Heka-khasut, governantes estrangeiros) imitaram o modelo egípcio de governo e se apresentaram como faraós, integrando elementos egípcios na sua cultura da Idade do Bronze Médio.
Após sua retirada, os reis de Tebas se viram presos entre os hicsos no norte e os aliados núbios dos hicsos, os cuxitas, ao sul. Após anos de inação tênue, Tebas reuniu forças suficientes para desafiar os hicsos em um conflito que duraria mais de 30 anos, até 1 555 a.C. Os faraós Taá II e Camés acabaram por serem capazes de derrotar os núbios, mas foi o sucessor de Camés, Amósis I, que empreendeu como sucesso uma série de campanhas que permanentemente erradicaram a presença dos hicsos no Egito. No Império Novo que se seguiu, os militares se tornaram uma prioridade central para os faraós que procuraram expandir as fronteiras do Egito e garantir o domínio completo do Oriente Próximo.
Os hicsos introduziram elementos novos na civilização egípcia como o cavalo, os carros de guerra, novos métodos de fiação e tecelagem e novos instrumentos musicais.

### Império Novo

Mapa da extensão territorial máxima do Antigo Egito (século XV a.C.)

Os faraós do Império Novo estabeleceram um período de prosperidade sem precedentes, ao assegurar suas fronteiras e reforçar os laços diplomáticos com seus vizinhos. Campanhas militares sob Tutemés I e seu neto Tutemés III, estenderam a influência dos faraós para o maior império que o Egito já havia visto. Quando Tutemés morreu em 1 425 a.C., o Egito se estendia de Nia no norte da Síria até a quarta catarata do Nilo, na Núbia, cimentando lealdades e abrindo acesso às importações essenciais, como bronze e madeira. Os faraós do Império Novo começaram uma campanha de construção em grande escala para promover o deus Amom, cujo culto foi crescendo com base em Carnaque. Eles também construíram monumentos para glorificar suas próprias realizações, tanto reais como imaginárias. A faraó feminina Hatexepsute usou como propaganda para legitimar sua pretensão ao trono. Seu reinado bem sucedido foi marcado por expedições comerciais em Punt, um templo mortuário elegante, um par de obeliscos colossais e uma capela em Carnaque. Apesar de suas realizações, o sobrinho e enteado de Hatexepsute, Tutemés III tentou apagar o seu legado perto do fim de seu reinado, possivelmente em represália por usurpar seu trono. Sob Tutemés IV (r. 1 397–1 388 a.C.) realizou uma aliança com Mitani para empreender ataques contra os hititas. Durante Amenófis III foram edificados os templos de Luxor, o palácio de Malcata e o Templo de Milhões de Anos, do qual atualmente só restam os conhecidos "Colossos de Memnon"; também mandou ampliar o templo de Amom em Carnaque. Durante seu reinado, com colheitas férteis e excedentes, Amenófis III pode assegurar relações com os reinos orientais assim como os nobres das cidades Sírio-Palestinas por meio de acordo diplomáticos que podiam envolver casamentos reais.
Cerca de 1 350 a.C., a estabilidade do Império Novo foi ameaçada quando Amenófis IV subiu ao trono e instituiu uma série de reformas radicais e caóticas. Mudando seu nome para Aquenáton (O Esplendor de Atom), ele classificou o anteriormente obscuro deus sol Atom como a divindade suprema, suprimindo o culto de outras divindades, e atacando o poder do estabelecimento sacerdotal. Mudando a capital para a nova cidade de Aquetáton (Horizonte de Atom, atual Amarna), tornou-se desatento aos negócios estrangeiros deixando-se absorver pela devoção a Atom e a sua personalidade de artista e pacifista. Durante seu reinado as relações comerciais com o mar Egeu (minoicos e micênios) são cortadas e os hititas começam a por em dúvida a soberania egípcia na Síria. Após sua morte, o culto de Atom foi rapidamente abandonado, e os faraós Tutancâmon, Aí e Horemebe apagaram todas as referências a heresia de , agora conhecida como Período de Amarna.

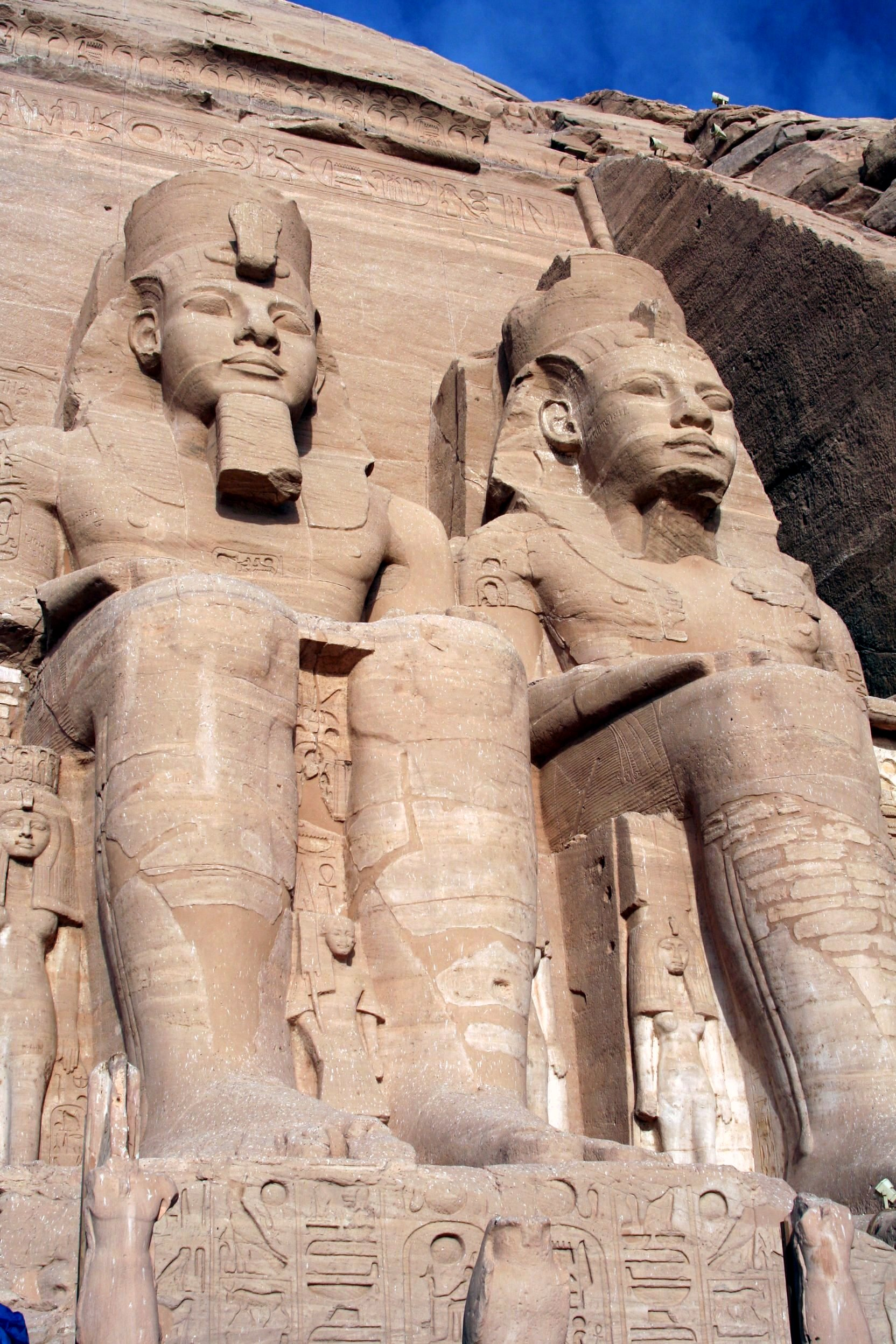
As quatro colossais estátuas de Ramessés II na entrada do templo de Abul-Simbel

Sob Seti I, o Egito controlou revoltas e conquistou a cidade de Cadexe e da região vizinha de Amurru, ambas localidades palestinas. Cerca de 1 279 a.C., Ramessés II também conhecido como Ramessés, o Grande ascendeu ao trono, e passou a construir mais templos, erguer mais estátuas e obeliscos, além de ter sido o faraó com a maior quantidade de filhos da história. Ramessés II também mudou a capital do império de Tebas para Pi-Ramessés no Delta Oriental. Ousado líder militar, Ramessés II levou seu exército contra os hititas na Batalha de Cadexe em 1 274 a.C. e depois de um empate, assinou, em 1 258 a.C., o primeiro tratado de paz da história, onde ambas as nações comprometiam-se a se ajudaram mutuamente contra inimigos internos ou externos. O tratado foi selado com o casamento de Ramessés II e a filha mais velha do imperador Hatusil III.
A riqueza do Egito fez dele um alvo tentador para uma invasão, em especial de líbios e dos povos do mar. Sob Merneptá o Egito começou a enfrentar a ameaça dos povos do mar. Aliaram-se com os líbios planejando atacar o Egito, assim como incitaram os núbios a revolta, no entanto, Merneptá conseguiu suplantar os revoltosos na medida em que repeliu os invasores. Durante o reinado de Ramessés III o faraó conseguiu em duas grandes batalhas expulsando os povos do mar para fora do Egito, no entanto, eles acabariam por se assentarem na costa palestina e durante o reinado de seus sucessores tomariam por completo a região.
No entanto, o império não estava enfrentando apenas problemas no exterior. Após a morte de Ramessés II e a subida ao trono de seu filho Merneptá, uma terrível instabilidade política assolou o Egito. Diversos golpes de Estado depuseram muitos faraós em pouco tempo. Além disso diversos distúrbios civis, corrupção, revoltas de trabalhadores e roubos de túmulos também assolaram o país. Durante o início da XX dinastia, como forma de ganhar popularidade, concedeu muitas terras, tesouros e escravos para os templos de Amom, o que fortaleceu o poder destes, e seu crescente poder, fragmentou o país durante o Terceiro Período Intermediário.

### Terceiro Período Intermediário

Por volta de, líbios vindos do oeste fragmentaram a unidade política do país

Após a morte re Ramessés XI em 1 070 a.C., Esmendes assumiu a autoridade sobre a parte norte do Egito governando a partir da cidade de Tânis. O sul foi efetivamente controlado pelos sumos sacerdotes de Amom em Tebas, que reconheceram Esmendes apenas nominalmente. O sacerdote Pianque conseguiu deter a expansão do Reino de Cuxe que havia dominado boa parte do Alto Egito.
Durante este tempo, os líbios tinham se instalado no Delta Ocidental, e os chefes destes colonos começaram a aumentar sua autonomia. Os príncipes líbios assumiram o controle do delta sob Sisaque I em 945 a.C., fundando a dinastia chamada Líbia ou Bubastilas que governaria por cerca de 200 anos. Sisaque também ganhou o controle do sul do Egito, colocando seus familiares em importantes cargos sacerdotais, como forma de controlar o poder dos sacerdotes de Amom de Tebas. Sisaque também invadiu a Palestina durante o reinado do rei Roboão assim como também restaurou o comércio com Biblos, aumentando a prosperidade da dinastia.
Sob Osocor II, o Egito auxiliando os reinos Sírio-Palestinos repudiou as primeiras expedições assírias. Muitas guerras civis se seguiram o que causou a divisão do Egito sob várias dinastias. O controle líbio começou a ruir quando duas dinastias rivais surgiram, uma centrada em Leontópolis (XIII dinastia) e outra em Saís (XXIV dinastia). No entanto, a constante ameaça cuxita do sul  forçou as três dinastias se unirem para combatê-los. Cerca de 727 a.C., o rei cuxita Piiê derrotou um exército de oito mil soldados egípcios, invadindo o norte, tomando o controle de Tebas e, eventualmente, do Delta, formando a XXV dinastia.
O prestígio de longa data do Egito diminuiu consideravelmente até o final do Terceiro Período Intermediário. Seus aliados estrangeiros haviam caído sob a esfera de influência assíria, e em 700 a.C., a guerra entre os dois países era inevitável. O faraó Xabataca empreendeu uma batalha contra os assírios saindo vitorioso. Seu sucessor, Taraca, incentivou revoltas na Palestina assíria assim como conseguiu, em 673 a.C. expulsar os assírios das redondezas. No entanto, entre 671 e 667 a.C., os assírios começaram seus ataques contra o Egito. Os reinados dos reis cuxitas Taraca como Tantamani, estavam cheios de constantes conflitos com os assírios, contra quais os governantes núbios gozaram de várias vitórias. Por fim, os assírios empurraram os cuxitas para a Núbia, ocupando Mênfis, e saqueando os templos de Tebas.

### Época Baixa
Sem planos de conquista permanente, os assírios deixaram o controle do Egito para uma série de reis vassalos que se tornaram conhecidos como reis saítas da XVI dinastia. Até 653 a.C., o rei Psamético I foi capaz de expulsar os assírios com ajuda de mercenários gregos, que foram recrutados para dar forma a primeira marinha do Egito. A influência grega expandiu-se muito com a cidade de Náucratis que se tornou o lar dos gregos no Delta. Os reis saítas com base na nova capital de Saís testemunharam um ressurgimento breve, da economia, sociedade e cultura, mas em 525 a.C., os poderosos persas, liderados por Cambises II, começaram sua conquista do Egito, eventualmente, capturando o faraó Psamético III na Batalha de Pelusa. Cambises II, em seguida, assumiu o título formal de faraó, governando o Egito de Susa, deixando o Egito sob o controle de uma satrapia. Poucas revoltas bem sucedidas contra os persas marcaram o Egito no século V a.C., mas nunca foram capazes de derrubar definitivamente os persas.
Após a sua anexação pela Pérsia, o Egito juntamente com Chipre e a Fenícia foram aglomerados na sexta satrapia dos persas aquemênidas. Este primeiro período de domínio persa sobre o Egito, também conhecido como XXVII dinastia, terminando em 402 a.C., e de 380-343 a.C. a XXX dinastia governou como a casa real nativa do Egito dinástico, que terminou com o reinado de Nectanebo II. Uma breve restauração do domínio persa, às vezes conhecida como XXXI dinastia, começou em 343 a.C., mas pouco depois, em 332 a.C., o governante persa Mazaces entregou o Egito sem luta para Alexandre, o Grande.

### Dinastia Ptolomaica
Em 332 a.C., Alexandre conquistou o Egito com pouca resistência dos persas e foi bem recebido pelos egípcios como um libertador. A administração estabelecida pelos sucessores de Alexandre, os Ptolomeus, foi baseada no modelo egípcio com a capital estabelecida na recém-erigida Alexandria. A cidade foi para mostrar o poder e o prestígio do governo grego, e se tornou um lugar de aprendizado e cultura, centrada na famosa Biblioteca de Alexandria. O Farol de Alexandria iluminou o caminho para os muitos navios que mantiveram comércio com a cidade, como os Ptolomeus faziam comércio e as empresas geradoras de receitas, como a fabricação de papiros, a sua principal prioridade.
A cultura grega não suplantou a cultura egípcia, com os Ptolomeus apoiando as tradições antigas em um esforço para garantir a lealdade da população. Eles construíram novos templos em estilo egípcio, apoiados pelos cultos tradicionais, e retratando-se como faraós. Algumas tradições fundidas, como os deuses gregos e egípcios sincretizados em divindades compostos, tais como Serápis, e formas clássicas da escultura grega influenciando tradicionais motivos egípcios. Apesar de seus esforços para apaziguar os egípcios, os Ptolomeus foram desafiados pela rebelião nativa, amargas rivalidades familiares e a poderosa máfia de Alexandria, que havia se formado após a morte de Ptolemeu IV. Além disso, como Roma foi uma forte importadora de grãos do Egito, os romanos tomaram grande interesse pela situação política do Egito. Contínuas revoltas egípcias, políticos ambiciosos e poderosos oponentes sírios tornou a região instável, levando Roma a enviar forças para proteger o país como uma província de seu império.

### Domínio romano

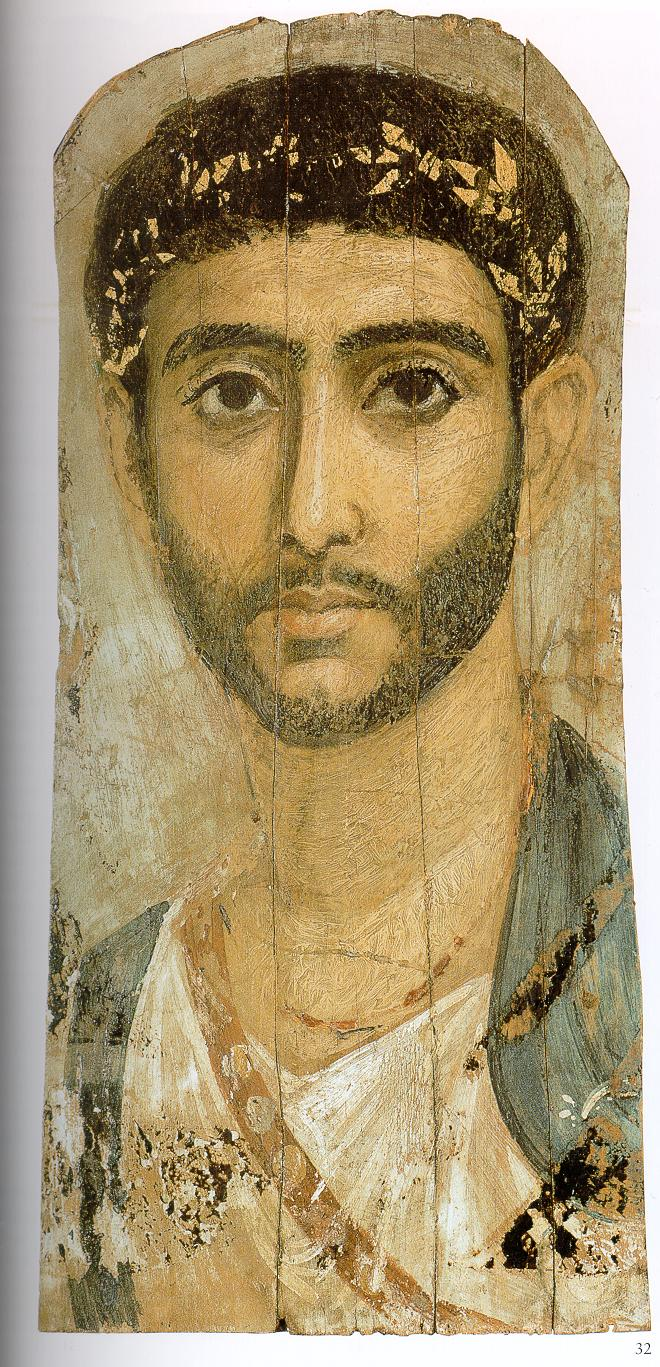
Um dos retratos de Faium, uma das tentativas de unir as culturas egípcia e romana

O Egito tornou-se uma província do Império Romano em 30 a.C., após a derrota de Marco António e Cleópatra por Otaviano (posterior o imperador Augusto) na Batalha de Ácio. Os romanos dependiam fortemente das remessas de grãos do Egito, e o exército romano, sob o controle de um prefeito nomeado pelo imperador, reprimiu revoltas, aplicando estritamente a cobrança de pesados impostos, e impediu os ataques de bandidos, que havia se tornado um problema notório durante o período. Alexandria se tornou um centro cada vez mais importante na rota de comércio com o Oriente, como luxos exóticos que estavam em alta demanda em Roma.
Embora os romanos tivessem uma atitude mais hostil do que os gregos para os egípcios, algumas tradições, como a mumificação e o culto dos deuses tradicionais continuaram. A arte de retratar as múmias floresceu, e alguns dos imperadores romanos tinham-se retratado como faraós, embora não na medida dos Ptolomeus. Os primeiros moravam fora do Egito e não desempenharam funções cerimoniais da realeza egípcia. A administração local tornou-se romana em grande estilo e fechando os nativos egípcios.
A partir de meados do século I, o cristianismo se enraizou em Alexandria, sendo visto como outro culto, que poderia ser aceito. No entanto, era uma religião inflexível que procurou ganhar pessoas para converter do paganismo ameaçando as tradições religiosas populares. Isso levou à perseguição dos convertidos no cristianismo, que culminou com o grande expurgo de Diocleciano a partir de 303, mas, eventualmente, o cristianismo venceu. Em 391 o imperador cristão Teodósio I introduziu uma legislação que proibiu ritos pagãos e os templos foram fechados. Alexandria tornou-se palco de grandes protestos antipagãos, com público e imagens privadas destruídas. Como consequência, a cultura do Egito pagão estava continuamente em declínio. Enquanto a população nativa continuou a falar sua linguagem, a capacidade de ler e escrever hieróglifos desapareceu lentamente com o papel dos sacerdotes e sacerdotisas dos templos egípcios diminuindo. Os templos eram, às vezes convertidos em igrejas ou abandonados no deserto.
Em 325 o Concílio de Niceia institui o Patriarcado de Alexandria, que era o segundo mais importante após o Patriarcado de Roma, exercendo a sua autoridade sobre o Egito e a Líbia. Em 451 o Concílio de Calcedónia condenaria a doutrina do monofisismo (segundo a qual Jesus depois da encarnação tinha apenas uma natureza, a humana), gerando a dúvida que separou a cristandade egípcia (adepta do monofisismo) dos outros cristãos da época.

Em 395 o Império Romano dividiu-se em duas partes, ficando o Egito inserido no Império Romano do Oriente. 

## Egito Medieval

### Domínio Bizantino
O Império Romano esteve dividido até o ano de 476 quando Odoacro depôs o último imperador do Império Romano do Ocidente, Romulo Augusto. O império oriental, com a capital em Constantinopla, conseguiu manter as províncias da Grécia, dos Balcãs, da Palestina, da Síria e do Egito, estes três últimos os mais ricos que abasteciam o resto.
Antioquia e Alexandria foram as cidades mais importantes, com um comércio florescente e artesãos dedicados à criação de objetos de luxo para uma aristocracia que possuía a terra e suas rendas, pois houve a acentuação da criação do latifúndio como resultado da crise do terceiro século neste período com grandes concentrações de terra. As escolas proliferaram em Alexandria, e os filósofos cristãos e pagãos eram discutidos em sua biblioteca.
Justiniano tentava ordenar, mas as províncias foram assoladas por milícias privadas que desafiavam a autoridade imperial e saqueavam os camponeses. No entanto, o principal problema era de natureza religiosa, especialmente no Egito: quando o conselho de Calcedônia condenou o monofisismo majoritário no Egito, causou um grande cisma: a ortodoxia foi defendida por comerciantes e funcionários relacionados a Constantinopla, enquanto os egípcios nativos defendiam os monofisistas unindo a rejeição da autoridade (e aos impostos) com a defesa da própria língua e da cultura, fundando a Igreja Copta. Com a morte de Justiniano no ano 565, a aristocracia local deixa de suportar o poder imperial e a desunião facilita as invasões. Constantinopla manteve uma forte presença militar com uma frota em Alexandria, mas isso não foi obstáculo para o Império Sassânida fazer uma incursão no território egípcio em 618.

### Domínio Sassânida
O Egito Sassânida foi o breve domínio do Egito e partes da Líbia pelo Império Sassânida, que durou de 619 a 629, até que Umar ibn al-Khattab conquistou o país em 638.

### Domínio Omíada e Abássida
A conquista do Egito pelos árabes insere-se no movimento de expansão destas populações que se iniciou após a morte do profeta Maomé. Em 639, Anre ibne Alas, lugar-tenente do califa Omar, liderou uma expedição militar ao Egito da qual resultou a expulsão definitiva do poder bizantino por volta de 642.
Anre instalou a capital do Egito em Fostate, onde tinha existido uma fortaleza romana chamada Babilónia.
Ao longo dos séculos seguintes a população que habitava o Egito acabaria por se converter ao islão e por adoptar como língua o árabe. Para a arabização do Egito contribuiu a instalação no território de tribos oriundas da Península Arábica.
O Egito tornou-se uma província do Califado Omíada até 750, ano em que este foi derrubado e substituído pelo califado abássida. Os abássidas transferiram a capital do califado de Damasco para Bagdade, tendo o seu poder entrado em decadência em meados do século IX, o que permitiu a ascensão de dinastias locais em várias partes do império.

### Dinastias Tulúnida e Iquíxida
Em 868, Fostate recebeu como governador do Egito Amade ibne Tulune, que inauguraria um período de autonomia egípcia ao califado abássida. Em 878, ibne Tulune invadiu a Síria, tomando as suas principais cidades e fortalezas. Ibne Tulune foi representado após a sua morte pelo seu filho Cumarauai, que foi assassinado em 896. Como seu filho, Cumarauai, era menor de idade, o fato foi aproveitado pelos abássidas para recuperar a sua soberania sobre o Egito em 905, que voltaria ao seu estatuto de província abássida.
Em 935, Maomé ibne Tugueje Iquíxida foi nomeado novo governador, tendo repetido os atos de ibne Tulune. Ibne Tugueje, a quem o califa atribuiu o título de iquíxida, conseguiu impor a ordem no Egito, tendo o país voltado com a sua influência sobre a Síria. Além disso, ibne Tugueje conquistou as duas cidades sagradas do islão, Meca e Medina. Os seus descendentes governaram o Egito até 969.

### Dinastia Fatímida
A dinastia dos fatímidas surgiu na Tunísia em 906. Ao contrário do califado abássida, que seguia o sunismo, os fatímidas eram partidários do xiismo. Os seus membros consideravam-se descendentes de Fátima (de quem deriva o nome da dinastia), uma filha de Maomé e esposa de Ali, quarto califa e figura central do islão xiita. Em 969 os fatímidas conquistaram o Egito, onde se instalaram na sua nova capital, a cidade do Cairo ("A Vitoriosa"), construída a norte de Fostate.
Durante a era fatímida, o Egito se tornou o centro de um império que na sua extensão máxima controlou o norte de África, a Sicília, a Palestina, a Síria, o Iêmem e as cidades de Meca e Medina.
Entre os séculos X e XV os fatímidas procederam a uma reorganização da administração do Egito, tendo se verificado um importante desenvolvimento da actividade comercial. Para este contribuíram factores com a decadência do poder na Síria e no Iraque à qual correspondeu uma decadência das rotas comerciais que atravessavam esses territórios. O Egito se beneficiou de sua posição geográfica e tornou-se a principal alternativa para a passagem das rotas comerciais entre o Oriente e a Cristandade. Os fatímidas controlavam os portos da costa africana do Mar Vermelho da qual chegavam os produtos da Índia e que depois transitavam para as cidades italianas. Não foi obstáculo para esse comércio a presença dos cruzados na Palestina, entre os séculos XI e XIII, apesar do quase constante estado de guerra
Depois de 1060, o território fatímida foi reduzido até que só foi composto pelo Egito. Com a doença e a morte do último califa fatímida, em 1171, Saladino acrescentou o Egito ao califado abássida.

### Dinastia Aiúbida
Saladino reformou a administração do país, aboliu os impostos e reduziu o serviço público excessivo, reorganizou o exército, composto até então por mercenários do Magrebe que foram substituídos por tropas curdas e turcomanas e impôs sua autoridade ao país. Também prolongou as fronteiras, conquistando a costa da Líbia, o norte do Sudão e o Iêmen com a desculpa de ter portos e posições contra os cruzados no Mar Vermelho, assegurando sua posição contra os estados cristãos.
Saladino gozava de total independência em seu governo do Egito, devido a distância entre Damasco e o Cairo, separada por estados governados pelos cruzados europeus.
O filho de Saladino, Otomão, o sucedeu no Egito em 1193. Ele se aliou com o seu tio Adil I (irmão de Saladino) contra os outros filhos de Saladino e, após as guerras que se seguiram, Adil assumiu o poder em 1200. Ele morreu em 1218 durante o Cerco de Damieta na Quinta Cruzada e foi sucedido por Camil, que perdeu Damieta aos cruzados em 1219. No entanto, ele derrotou seu avanço para o Cairo e foram forçados a evacuar do Egito em 1221. Camil foi mais tarde forçado a abandonar várias cidades da Palestina e da Síria para Frederico II, o imperador do Sacro Império Romano-Germânico durante a Sexta Cruzada, para obter sua ajuda contra Damasco.
Nájime Adim tornou-se sultão em 1240. Seu reinado viu a recaptura de Jerusalém em 1244, e a introdução de uma força maior de mamelucos no exército. Grande parte do seu tempo foi gasto em campanhas na Síria. Em 1249 enfrentou uma invasão de Luís IX da França (a Sétima Cruzada), e Damieta foi perdida de novo. Nájime Adim morreu logo depois disso, mas seu filho Turã Xá derrotou Luís e expulsou os cruzados do Egito. Turã Xá logo foi derrubado pelos mamelucos, que se tornaram os "criados do rei" desde a sua chegada e agora queriam o poder total para si.

### Dinastia Bahri
A dinastia mameluca dos Bahris aumentaram muito o seu poder e o prestígio no Egito, transformando o Cairo a partir de uma cidade pequena em uma das principais cidades do mundo. Devido ao saque de Bagdá pelos mongóis, o Cairo tornou-se a cidade central do mundo islâmico. Os mamelucos construíram grande parte da arquitetura restante do Cairo, incluindo muitas mesquitas construídas em pedra usando longas e imponentes linhas.
Desde 1347, a população, economia e sistema político egípcios experimentaram destruição significativa como resultado da pandemia da Morte Negra, cujas ondas continuaram a destruir o Egito até o início do século XVI.
Em 1377, uma revolta na Síria se espalhou para o Egito, e o governo foi assumido pelos circasianos Berekeh e Barkuk. Barkuk foi proclamado sultão em 1382, terminando a dinastia Bahri. Ele foi expulso em 1389, mas recapturou o Cairo em 1390, estabelecendo a dinastia de Burji.

### Dinastia Burji
A dinastia Burji (1382-1517) se mostrou especialmente turbulenta, com jogadas de poder político designando sultões de curta duração. Durante a dinastia de Burji, os mamelucos lutaram contra Timur Lenk e conquistaram Chipre.
A epidemia de peste continuou a destruir o Egito durante este período; elas atacaram este país em 1388-1389, 1397-1398, 1403-1407, 1410-1411, 1415-1419, 1429-1430, 1438-1439, 1444-1449, 1455, 1459-1460, 1468-1469, 1476-1477, 1492, 1498, 1504-1505 e 1513-1514.
As constantes brigas contribuíram para a incapacidade de resistir aos otomanos.
O sultão otomano Selim I derrotou os mamelucos e capturou o Cairo em 20 de janeiro de 1517, transferindo o centro de poder para Istambul. No entanto, o Império Otomano manteve os mamelucos como a classe dominante egípcia. Os mamelucos e a família Burji recuperaram grande parte de sua influência, mas tecnicamente permaneceram vassalos dos otomanos.

## Egito moderno

### Domínio otomano (1517-1798)
Em 1516 e 1517, o sultão Selim I derrotou os Mamelucos e o Egito transformou-se numa província do Império Otomano, governada por um novo paxá nomeado a cada ano. A autoridade do Império Otomano era pouca e os paxás tomavam frequentemente decisões à margem dos desejos do sultão, que se alegrava em receber o tributo, apenas exigindo que as fronteiras fossem vigiadas para evitar qualquer tipo de invasão. As antigas elites mamelucas conseguiram burlar as estruturas administrativas e continuar a governar o Egito. Embora colaborassem com os otomanos muitas vezes desafiavam o seu poder. Este período corresponde a um declínio econômico e cultural.
No século XVII desenvolveu-se uma elite de mamelucos que usava o título de "bei", ao mesmo tempo que as guerras entre duas facções de mamelucos acabavam com o país. No século XVIII, Ali Bei e o seu sucessor, Maomé Bei, conseguiram fazer do Egito um território independente do Império Otomano. Por outro lado, a abertura da rota Europa-Extremo Oriente, por meio do Cabo da Boa Esperança acabou com o monopólio que o Egito detinha sobre essa rota de comércio e iniciou um período de declínio econômico, no qual a população conheceu um período de penúria e fome.
Neste contexto de um Egito fraco, a França e a Inglaterra começaram a alimentar ambições em relação ao território. Em 1798 o general Napoleão Bonaparte invadiu o país para tentar abalar o comércio inglês na região.

## Egito contemporâneo: Dinastia de Maomé Ali
Napoleão fugiu do Egito para a França em 1799, deixando para trás um exército de ocupação. Este exército seria expulso pelos otomanos e pelos ingleses em 1801, terminando a rápida ocupação francesa. O Egito conhece um período de desordem que acaba em 1805 quando um soldado albanês de nome Maomé Ali toma o poder.
Depois de acabada a invasão inglesa de 1807, Maomé Ali dedicou-se a acabar com as revoltas constantes dos Mamelucos que ameaçavam a estabilidade do país. Para conseguir tal objectivo reúne-os na cidade do Cairo em 1811 onde foi organizado o massacre dos Mamelucos.
Maomé Ali declarou-se senhor do Egito, dono de todas as terras. Ajudado pelos franceses, organizou um exército moderno e criou uma marinha de guerra. Tomou também uma série de medidas que pretendiam modernizar a economia do país, ordenando a construção de canais e fábricas. Ele também instituiu um monopólio estatal sobre o comércio exterior de cana-de-açúcar e algodão. Nesse período o Egito aumentou a sua autonomia em relação ao sultão de Istambul e estabeleceu as bases de uma economia moderna.
As administrações dos sucessores de Ali ampliaram a dependência da Europa, a deterioração da economia chegou a tal ponto que em 1874, para pagar dívidas, foram vendidos à Grã-Bretanha todas as ações do Canal de Suez (Canal de As-Sways), construído em parceria com os franceses entre 1860 e 1870.
Em 1879 as potências estrangeiras impuseram a criação de uma Caixa da Dívida Pública (dirigida por um ministro egípcio, um francês e outro inglês), que assumiu a administração das finanças do país.
Esse grau de interferência despertou uma forte reação nacionalista apoiada pelo exército, que derrubou o Quediva Ismail e forçou seu filho Teufique Paxá a expulsar os ministros estrangeiros e a nomear um gabinete nacionalista.

### Protetorado britânico
A resposta do imperialismo foi rápida: em 1882 uma frota anglo-francesa desembarcou tropas britânicas em Alexandria e o país foi militarmente ocupado.
A ocupação foi institucionalizada em 1914, quando a Grã-Bretanha declarou formalmente um protetorado e foi colocado no trono do Rei Fuade da dinastia de Maomé Ali. Essa situação perdurou até 1922, quando uma delegação egípcia em Londres negociou a independência. Isso, no entanto, foi obtido em condições que, na prática, significavam a continuação do protetorado.

### Independência
Em 1922, o Reino Unido concedeu a independência ao Egito e Ahmad Fuad tornou-se rei com o título de Fuade I. Esta independência era simplesmente nominal, uma vez que o governo britânico se reservava ao direito de interferir nos assuntos internos do Egito se os seus interesses fossem postos em causa. Em 1923 foi promulgada a constituição do país, que estabelecia uma monarquia constitucional como sistema político vigente. As primeiras eleições para o parlamento tiveram lugar em 1924 e em uma delas saiu vitorioso o partido Wafd, cujo líder, Saad Zaghlul, tornou-se primeiro-ministro.
O Wafd tinha o desejo de libertar completamente o Egito do poder britânico. Em novembro de 1924 o comandante do exército britânico no Egito foi assassinado e a polícia descobriu ligações entre a morte do comandante e militantes do Wafd. Em consequência, o primeiro-ministro Zaghlul demitiu-se.
As eleições que tiveram lugar logo após esta crise dariam de novo a vitória ao Wafd. O rei Fuad, que temia este partido, ordenou o encerramento do parlamento e, em 1930, apoiado em políticos que eram contra Wafd, impõe uma nova constituição ao Egito, que reforçava o poder da monarquia.
Com a morte de Fuad em 1936, o seu filho, Faruque I, decide recuperar a constituição de 1923. Novas eleições deram a vitória ao Wafd, que formou um novo governo. No mesmo ano, o Egito e a Inglaterra assinaram um tratado onde os termos levaram a uma redução do número de militares ingleses no país e confirmaram uma aliança militar entre as duas nações. Este tratado permitiu ao Egito a entrada na Liga das Nações.
A Segunda Guerra Mundial fez com que a Inglaterra aumentasse a sua presença militar no Canal do Suez. Embora o país se tenha declarado neutro, muitos líderes nacionalistas egípcios desejavam uma vitória das potências do Eixo. Eles acreditavam que isso livraria o país da presença inglesa. Em 1942, perante a ofensiva militar da Alemanha sobre a Líbia, o embaixador britânico no Egito pressionou o rei Faruque a nomear um governo do partido Wafd, já que esta força política tinha assinado o tratado de 1936, dando uma maior segurança à Inglaterra quanto à posição do Egito no conflito. Nahas Paxá tornou-se primeiro-ministro e colaborou com os Aliados até ao fim da guerra. Mas o prestígio do Wafd no movimento nacionalista viu-se afetado e o partido perdeu muitos líderes. Em uma tentativa de melhorar a sua imagem perante a opinião pública, o partido ordenou reformas na educação e promoveu a formação da Liga Árabe (1945).
Em 1948 o Egito e outros países árabes tentaram sem sucesso impedir o estabelecimento do estado de Israel na região histórica da Palestina.
O sentimento anticolonialista estava em seu apogeu, quando em 1948 foi criado o Estado de Israel, o Egito e outras nações árabes fizeram uma guerra contra o novo estado. Em decorrência da derrota, ocorreram grandes manifestações populares contra a monarquia. Em contexto de insatisfação pela corrupção nos meios governamentais, foi criado, dentro do exército egípcio, um grupo nacionalista denominado Movimento dos Oficiais Livres, liderado pelo general Muhammad Naguib e coronel Gamal Abdel Nasser.

## Egito contemporâneo: proclamação da república e governo de Nasser (1952-1970)

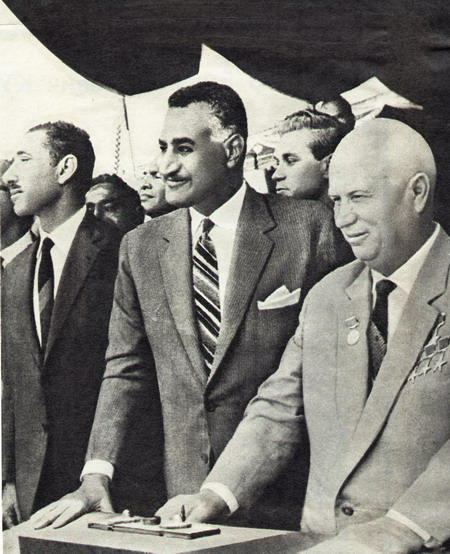
Nasser com Nikita Khrushchov

Na madrugada de 22 para 23 de julho de 1952 deu-se um golpe de estado republicano organizado por uma facção do exército conhecida como os "Oficiais Livres", cujo chefe era o general Gamal Abdel Nasser. O rei Faruque foi obrigado a abdicar, assim se tornando o último monarca da última dinastia a governar a nação mais antiga do mundo. Como presidente do Conselho, foi escolhido o general Muhammad Naguib, que, não sendo membro dos Movimento dos Oficiais Livres, foi escolhido devido à sua popularidade. Em dezembro do mesmo ano foi abolida a constituição monárquica e em janeiro do ano seguinte todos os partidos políticos foram proibidos. Naguib ascende à posição de primeiro presidente da proclamada República do Egito.
As simpatias que Naguib nutria pelos antigos partidos políticos e pela Irmandade Muçulmana fizeram com que crescesse a oposição à sua pessoa por parte dos "Oficiais Livres". Naguib acabaria por ser afastado da presidência e colocado sob prisão domiciliária, sendo substituído na sua função por Nasser, eleito como presidente em 1956.
O novo regime se proclamou nacionalista, socialista e interessado em beneficiar fellahin (camponeses pobres). Iniciou uma reforma agrária que limitou o poder dos latifundiários.
Nasser assegurou a retirada dos soldados britânicos do Canal de Suez. A sua política externa ficou marcada pela recusa do Pacto de Bagdad, uma tentativa britânica em criar uma frente anticomunista no Médio Oriente, na qual se integravam a Turquia, o Iraque, o Irão e o Paquistão contra a União Soviética. Em 1955, Nasser foi um dos organizadores e líderes da Conferência de Bandung (Indonésia), onde surgiu movimento neutralista afro-asiático, o precursor do Movimento dos Países Não-Alinhados. Vinte e nove países da Ásia e Africanos condenaram o colonialismo, a discriminação racial e o armamento nuclear.
O ataque de Israel à Faixa de Gaza (então controlada pelo Egito) Livia Rokach e Noam Chomsky</ref> fez com que Nasser procurasse obter armas junto dos países comunistas, uma vez que as potências ocidentais se recusavam a fornecê-las. Em setembro de 1955 o Egito assina um importante acordo sobre fornecimento de armas com a Checoslováquia.
Nasser decidiu também construir a Represa de Assuã, projecto que se inseria num plano de irrigação e de electrificação do país, procurando assegurar os empréstimos para a construção junto ao Reino Unido, ao Banco Mundial e aos Estados Unidos, que, inicialmente, mostraram-se favoráveis, mas, depois recusaram-se a fornecer o empréstimo. Em 1958 o governo da União Soviética comprometeu-se a financiar a obra que foi realizada com assistência técnica e financeira soviética. Essa represa foi apresentada na época como a chave para a industrialização e "desenvolvimento" do país, posteriormente, foi dito que a barragem seria a causa de sérios problemas ambientais.
A recusa no financiamento por parte das potências ocidentais levou Nasser a nacionalizar o Canal de Suez, acto que gerou uma intervenção conjunta da França e do Reino Unido. Israel uniu-se a estes dois países no ataque ao Egito, conseguindo conquistar a Faixa de Gaza e grande parte da Península do Sinai. Uma semana depois, os Estados Unidos e a União Soviética asseguraram nas Nações Unidas um cessar-fogo que obrigou à retirada dos territórios ocupados e a França e o Reino Unido saíram humilhados do episódio, enquanto que o Egito conquistava definitivamente a soberania sobre o Canal.
A crise do Suez fortaleceu a imagem de Nasser não só no Egito, mas em todo o mundo árabe. A 21 de fevereiro de 1958 Nasser ratifica, através de referendo, a união do Egito e da Síria, formando a República Árabe Unida, à qual se juntou o Iêmem em março do mesmo ano. Esta união foi dissolvida em 1961 devido a uma revolta na Síria.
Durante os anos 1960, Nasser desenvolveu uma série de políticas socialistas. Em 1962 foi publicada uma Carta Nacional, na qual se previa a extensão do controlo do estado às finanças e à indústria. Segundo esta carta, o estado egípcio estaria fundamentado na existência de um único partido, a União Árabe Socialista.
Após a reeleição de Nasser em 1965, a política egípcia deu prioridade ao conflito com Israel. Mas sua tentativa de um estrangulamento econômico através de um bloqueio do Golfo de Acaba, foi rechaçada pela derrota árabe na Guerra dos Seis Dias, em junho de 1967. Essa nova derrota dos países árabes (Egito, Jordânia, Líbano e Síria) permitiu a ocupação por Israel da Península do Sinai, da Faixa de Gaza, da Cisjordânia e das Colinas de Golã. O custo da guerra agravou os problemas econômicos do Egito, e somente a ajuda soviética impediu o colapso definitivo.
Gamal Abdel Nasser morreu em 1970. Ele foi sucedido pelo vice-presidente Anwar Al Sadat, apoiado pelo setor direitista do Partido Socialista Árabe.

## Período Sadat
Sadat deu início a uma política de reaproximação com a Arábia Saudita, mas sem se afastar da União Soviética.
Em 1973 tropas egípcias cruzaram o Canal de Suez para acabar com a ocupação israelense do Sinai o país liderou a coligação de países árabes na Guerra do Yom Kippur, além da ação militar, os países árabes elevaram substancialmente o preço do petróleo por meio da Organização dos Países Exportadores de Petróleo (OPEP), mas tais medidas não foram suficientes para forçar a retirada de Israel dos territórios ocupados.
No contexto econômico, Sadat promoveu uma política que se afastava do socialismo de Nasser, desnacionalizando a economia egípcia e incentivando o investimento particular (esta política recebeu o nome de "Intifah", "porta aberta" em língua árabe). Além disso, o novo governo rompeu com a União Soviética começou a receber ajuda econômica e militar dos EUA
Essa política piorou as condições de vida dos trabalhadores egípcios com aumentos significativos do custo de vida e do desemprego. Ocorreram grandes manifestações antigoverno entre 1976 e 1977. Os camponeses se rebelaram contra a reprivatização de terras, nacionalizadas em 1952. Partidos islâmicos começaram a conspirar abertamente contra Sadat, acusando-o de abrir caminho para uma nova dominação estrangeira.
Devido à crise econômica que o Egito atravessava, Sadat decidiu reduzir as despesas militares, e orientar o país para uma política de paz. Sadat viajou para Jerusalém em novembro de 1977, provocando uma reação de protesto em todo o mundo árabe. O processo de aproximação com Israel culminou em março de 1979, com a assinatura dos Acordos de Camp David, através do qual os Estados Unidos patrocinaram a devolução do Península do Sinai ao Egito. Desde aquela época, o Egito se tornou o principal beneficiário da ajuda militar dos EUA, destinadas a transformar o país em seu principal aliado muçulmano na região, após a derrubada do Xá Reza Pahlevi no Irão em 1979. Essa política fez com que Sadat fosse odiado pelos vizinhos árabes; o país foi mesmo expulso da Liga Árabe.
Em 6 de outubro de 1981 o presidente Sadat foi assassinado por militares contrários à Infitah e à repressão do governo dos movimentos fundamentalistas islâmicos. Em 14 de outubro, o vice-presidente Hosni Mubarak assumiu a presidência.

## Período Mubarak

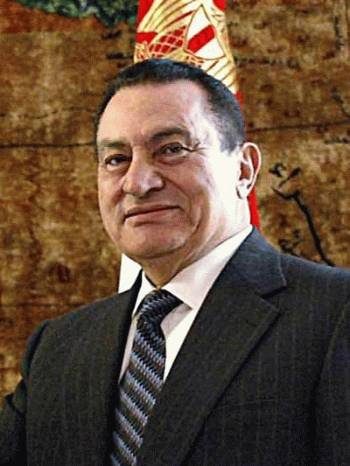
Hosni Mubarak

Sadat foi sucedido pelo general Hosni Mubarak, vice-presidente desde 1975.
No início de seu governo, Mubarak começou uma investigação sobre a origem da riqueza da família de Sadat, a fim de neutralizar o descontentamento popular, por outro lado, aprofundava a Infitah, estabelecendo facilidades para a instalação de empresas estrangeiras, e com isso a participação do capital estrangeiro na economia do país registrou um notável crescimento entre 1980 e 1986.
A ajuda dos Estados Unidos continuou a ser uma importante fonte de renda, o governo recebia anualmente quase 3 bilhões de dólares, dos quais 1,3 bilhões a título de ajuda militar. O Fundo Monetário Internacional (FMI) concedeu em outubro de 1986 um empréstimo de 1,5 bilhões de dólares. A dívida externa passou de 2,4 bilhões em 1970 para 35 bilhões em 1986, sendo que somente a dívida militar aumentou sete vezes.
Desde o início de 1985, a crise econômica foi agravada pela acentuada queda das receitas provenientes dos quatro pilares da economia: o petróleo, as remessas dos imigrantes, o Canal de Suez e o turismo. Os fundamentalistas islâmicos ganharam terreno a partir do momento em que caía a popularidade do governo.

### Terrorismo
A partir de 1990 os movimentos fundamentalistas islâmicos iniciaram uma série de ataques terroristas, que tinham como principal alvo os turistas ocidentais, com o objectivo de privar o país de uma das suas principais fontes de divisas. Foram também atingidos intelectuais seculares e a minoria copta. Em 1990 o presidente do parlamento egípcio Rafaat Mahgub é assassinado por fundamentalistas. O estado egípcio responde a estes ataques com detenções maciças, execuções e a declaração do estado de emergência.
Durante a década de 90 os grupos islâmicos procuram converter o Egito em um estado teocrático realizaram uma batalha incansável contra o governo de Mubarak, que não hesitou em prorrogar o estado de emergência e executou 15 pessoas em 1993. No início de 1998 eram estimadas em 1 251 as vítimas de atentados e assassinatos políticos, enquanto que o número de prisioneiros políticos era estimado entre 10 mil e 30 mil, dependendo da fonte.
Dentre os atentados merece destaque aquele praticado em novembro de 1997, pelo grupo fundamentalista al-Gamaa al-Islamiya, no qual foram mortos 60 turistas em Luxor, prejudicar o turismo estaria dentre os objetivos dos terroristas.

### Reaproximação com os países árabes
Em 1984 o Egito começa a superar as consequências negativas que os Acordos de Camp David tinham trazido para suas relações com o mundo árabe, por meio da defesa da tese de que qualquer solução justa para a crise no Oriente Médio somente seria atingida por meio do restabelecimento dos direitos dos palestinos. Embora continuasse a aproximação do país com os Estados Unidos, verifica-se também um distanciamento em relação a Israel. Por volta de 1987 a maioria dos países árabes já tinha restabelecido relações diplomáticas com o Egito, que em 1989 foi readmitido na Liga Árabe.
Em setembro de 1989, Mubarak enquanto elo de ligação na Assembleia das Nações Unidas entre os países árabes e os Estados Unidos, propôs um diálogo entre israelenses e palestinos, sem condições prévias. Em outubro do mesmo ano, as relações com a Líbia foram reatadas.
Em 1990, a sede da Liga Árabe regressou para o Cairo, e, em 1991, o Vice-Primeiro-Ministro e Ministro dos Negócios Estrangeiros egípcio Esmat Abdel Meguid foi nomeado como o novo secretário-geral daquela entidade, fatos que em conjunto mostravam que o país recuperava o protagonismo político no mundo árabe.
Em agosto de 1990 após a invasão das tropas iraquianas no Kuwait, o Egito liderou o grupo de países árabes que condenaram a ação e enviaram tropas para o Golfo. Durante a ofensiva terrestre, que começou em janeiro de 1991, os EUA anunciaram o cancelamento da dívida militar egípcia, no valor de sete bilhões de dólares.
Por outro lado, o alinhamento com o Ocidente na guerra contra o Iraque não teve apoio da maioria da população. Em fevereiro de 1991, foi realizada uma mobilização popular no Cairo, que exigia o fim das hostilidades e uma solução pacífica para a guerra no Golfo Pérsico.

### Anos 1990
Em 1987 o Partido Nacional Democrático (PDN) venceu as eleições parlamentares com 75% dos votos.
Em 1990, a dívida externa chegou a 40 bilhões de dólares, o que significava uma dívida de 600 dólares por habitante, com cerca de um terço da população vivendo no limite da miséria.
Em maio de 1991, o FMI aprovou um empréstimo de 372 milhões de dólares com a condição de que fosse feito um ajuste estrutural. Foram assumidos compromissos para privatizar empresas estatais, eliminar controles sobre a produção e investimentos e reduzir o déficit fiscal de 21% para 6,5% do PIB, para cumprir as metas, o governo cortou subsídios a alimentos e a outros produtos essenciais, além reduzir o programa de assistência aos pobres.
Em 1993 Mubarak foi eleito pela terceira vez presidente do Egito.
Em 1995 Mubarak consegue escapar a um atentado contra a sua vida na Etiópia.
Em 1995, Mubarak foi incapaz de encontrar uma solução para o confronto com os fundamentalistas islâmicos. Em janeiro, o Ministro do Interior, Al-Alfi, participou de uma reunião de ministros do Interior dos países árabes para tentar coordenar a luta contra os movimentos islâmicos violentos.
Em novembro, o Partido Nacional Democrático (PDN) venceu as eleições parlamentares, nas quais participaram todos os partidos reconhecidos pelo governo. Essas eleições foram realizadas em um clima de violência e deram ao governo 416 das 444 cadeiras em disputa, em meio a numerosas denúncias de fraude.
Em janeiro de 1996, Kamal al-Ganzouri foi nomeado primeiro-ministro, em substituição à Atef Sedki.
Em julho de 1996, o Ministério da Saúde proibiu a "circuncisão feminina", que ocorre por meio da remoção do clitóris ou de parte dele e/ou sutura dos lábios da vagina, uma prática comum em algumas regiões do país.
Ataques de grupos armados islâmicos continuaram ao longo de 1996 e 1997, bem como a repressão do governo contra todos os grupos fundamentalistas, inclusive com o uso da violência contra a Irmandade Muçulmana, que seria contrária ao uso da violência.
Em março de 1999, ocorreram acalorados debates no Parlamento sobre o decreto do governo que proibia a circuncisão feminina, pois a medida despertou forte resistência nos setores mais tradicionais da sociedade.
O debate parlamentar sobre o estatuto das mulheres na sociedade egípcia recomeçou em janeiro de 2000. O governo havia proposto uma emenda ao direito de família, que previa o divórcio para as mulheres e lhes permitiu sair do país sem permissão de seus maridos. Enfim, as mulheres, o divórcio deve devolver o dinheiro, propriedade ou os presentes que receberam durante o casamento e também renunciar a pensão alimentícia. A proposta foi considerada "não-islâmicos" por setores tradicionais, enquanto grupos de direitos humanos das mulheres consideradas muito "limitado".
Em setembro de 1999, Mubarak é reeleito com quase 94% dos votos, para um novo período de seis anos, mediante eleições nas quais foi o único candidato. O presidente defende a luta contra o desemprego que em finais de 1999 atinge 1,5 milhões de egípcios.

### Anos 2000
Em janeiro de 2000, recomeçou o debate parlamentar sobre o estatuto das mulheres na sociedade egípcia. O governo havia proposto uma alteração no direito de família, que facilitava os trâmites do divórcio para as mulheres e também lhes permitia viajar para o exterior sem a permissão de seus maridos, propostas que foram consideradas não-islâmicas pelos setores tradicionalistas, enquanto que grupos que defendiam os interesses das mulheres consideravam tais propostas muito limitadas, pois eram mantidas as obrigações de devolver o dinheiro, propriedades ou os presentes que receberam durante o casamento e também de renunciar à pensão alimentícia.
No ano 2000 o Papa João Paulo II visita o Egito, pedindo desculpas pelo comportamento da Igreja Católica Romana contra os muçulmanos no passado.
As eleições parlamentares de agosto de 2000 foram marcadas por irregularidades, pois partidários da oposição foram impedidos de votar.
Devido à pressão interna e regional, o Egito foi forçado a uma reabertura de relações com o Iraque, rompidas desde a guerra de 1991. O sentimento antiamericano e anti-israelense da população havia crescido depois que Israel reagiu violentamente à Segunda Intifada. Nesse mesmo contexto, o Egito retirou seu embaixador de Israel em protesto contra a escalada da violência contra os palestinos.
Em dezembro de 2000, Egito, Líbano e Síria assinaram um acordo para a construção de um gasoduto que levará gás natural no Egito sob o Mediterrâneo até ao porto libanês de Trípoli, que também seria ligado à Síria. Outro gasoduto permitirá levar gás aos mercados da Turquia e da Europa.
Os ataques terroristas aos Estados Unidos setembro 2001 reduziram drasticamente o fluxo de turistas, e, por isso, o Egito teve que recorrer a empréstimos de organismos internacionais para cobrir as perdas.
Em abril de 2002, data que marca a retirada israelita do território egípcio do Sinai, Mubarak, condenou duramente o Estado de Israel, acusando-o de usar o Terrorismo de Estado contra os palestinos que teriam seus direitos humanos violados. Ele também afirmou que Israel estava apagando todas as provas de seus crimes, como no campo de refugiados de Jenin, e sugeriu que determinadas potências internacionais, referindo-se aos EUA, se ausentaram de suas responsabilidades com prejuízo para sua credibilidade. Cairo restringiu suas relações diplomáticas com Israel somente aos contatos que possam ajudar os palestinos.
Em setembro de 2003, as autoridades egípcias libertaram Karam Zohdy, ex-líder radical do grupo islâmico al-Islamiya al-Gama, que ordenou o assassinato de Sadat em outubro de 1981.
Durante os primeiros dias de 2004, o vice-presidente iraniano Mohammad Ali Abtahi, disse que seu país e o Egito reatariam as relações diplomáticas. Teerã cortou relações diplomáticas com o Egito em 1980, um ano depois do Cairo ter assinado a paz com Israel e ter dado asilo ao deposto Xá Reza Pahlevi.
Em abril de 2005, foi emitido o primeiro relatório anual do Supremo Conselho de Direitos Humanos, uma instituição financiada pelo governo que também designa seus integrantes. O relatório denunciava que as forças de segurança egípcias, rotineiramente, detinham cada pessoa na cena do crime e a torturavam para obter informações, tais acusações já eram feitas há vários anos por grupos independentes de direitos humanos, mas, pela primeira vez, foram confirmadas por um organismo designado pelo governo.
Em maio de 2005, o Parlamento aprovou, uma proposta de emenda constitucional, encaminhada por Mubarak, que permitia a apresentação de vários candidatos para as eleições presidenciais de setembro. Os partidos da oposição denunciaram que a nova legislação favorecia à reeleição de Mubarak, pois a apresentação de candidatos independentes tinha limitações, como a exigência de pelo menos 65 recomendações de membros do parlamento. Para muitos, a reforma foi uma mudança superficial na política egípcia. Para outros, porém, a alteração mostrou uma mudança na atitude política da classe dominante, que abriu possibilidades de superação do controle por Mubarak. A reforma foi aprovada por 83% dos egípcios.
Em setembro de 2005 Hosni Mubarak foi reeleito presidente com 88,6% dos votos, para um quinto mandato consecutivo, entretanto, segundo observadores, essas eleições foram, mais uma vez, marcadas pela fraude e pela intimidação contra a oposição. O Partido do Amanhã, liderado por Ayman Nour, que era considerado a principal força de oposição estava fora da disputa, e, a oposição foi liderada nesse processo pela Irmandade Muçulmana, que apoiou candidatos independentes.
Em fevereiro de 2006, uma balsa transportando mais de 1 300 pessoas, incluindo passageiros e tripulantes, entre a Arábia Saudita e o Egito, afundou à noite no Mar Vermelho em uma tempestade, pelo menos 200 pessoas morreram no naufrágio.
No mesmo mês, o Parlamento adiou por dois anos as eleições municipais. O governo disse que a medida era necessária para desenvolver um projeto de alterações constitucionais que dariam mais poder às autoridades locais. Por outro lado, a oposição criticou a decisão, argumentando que "a votação foi adiada para limitar a influência da Irmandade Muçulmana".
Em abril de 2006, as autoridades egípcias decidiram libertar cerca de 900 membros do grupo fundamentalista Al-Gamaa al-Islamiya, que por muito tempo foi considerada a maior organização terrorista do país. Mas grupos de direitos humanos advertiram que ainda permaneceram em prisões egípcias cerca de 15 mil presos que nunca foram julgados.
Em março de 2007 foram aprovadas emendas constitucionais que, segundo os observadores, se destinavam a impedir os Irmãos Muçulmanos de ampliar sua participação no parlamento. A alteração criou mais uma barreira para a legalização dos partidos religiosos e concedeu amplos poderes às forças de segurança através de uma cláusula antiterrorismo que lhes deu poderes para controle as comunicações privadas.

## Revolução egípcia e período Morsi
Em 25 de janeiro de 2011 eclodiram grandes manifestações cujo principal objetivo era a derrubada de Mubarak e no dia 11 de fevereiro de 2011 Mubarak renunciou.
Logo após a queda de Mubarak, os militares que tomaram o poder suspenderam medidas contra a liberdade de organização política, o que permitiu que a Irmandade Muçulmana, rapidamente, legalizasse o seu primeiro partido político, o Partido Liberdade e Justiça (PLJ), inicialmente liderado por Mohamed Morsi.
Nas primeiras eleições parlamentares após a queda de Mubarak, o PLJ ganhou quase metade dos assentos na Assembleia do Povo, além disso, o também islâmico-salafista, Partido Nour ficou em segundo lugar, o que deu aos islâmicos cerca de 70% dos assentos na câmara baixa, os resultados foram semelhantes na escolha dos integrantes da Câmara Alta (Conselho Shura). Isso permitiu que os islâmicos controlassem a escolha dos 100 integrantes da Assembleia Constituinte, gerando tensões com os liberais, secularistas, os cristãos coptas, os jovens e as mulheres, que se queixaram de que a Assembleia Constituinte não refletir a diversidade da sociedade egípcia.
A plataforma oficial do PLJ declarava que o Egito deveria ser um "estado civil democrático, com uma base islâmica", que aceitava os preceitos da democracia liberal, como a existência de eleições livres, a transferência de poder e a soberania dos órgãos eleitos no estabelecimento de leis. Mas, durante a elaboração da Constituição pós-Mubarak, juntamente com outros muçulmanos, o PLJ incluiu cláusulas prevendo que as leis aprovadas pelo parlamento não poderiam contradizer a Sharia (lei islâmica).
Em 2012, Mohammed Morsi, presidente do PLJ, venceu as primeiras eleições presidenciais democráticas no Egito. Com 51% dos votos no segundo turno, derrotou Ahmed Shafiq, ex-comandante da Força Aérea. Morsi procurou tranquilizar os adversários, declarando que, como presidente, queria construir um "Estado democrático, civil e moderno" que garantisse a liberdade de religião e o direito de protesto pacífico.
Em novembro de 2012, ainda durante a elaboração da nova constituição do Egito, Morsi emitiu uma declaração constitucional provisória que concedeu amplos poderes a si mesmo, o que gerou grandes protestos. Após dias de protestos, Morsi cedeu à pressão e reduziu o alcance da declaração controversa. Ao final do mês de novembro, a assembleia constituinte encerrou os trabalhos, aprovando um texto questionado por liberais, secularistas e pelos cristãos coptas, que não protegeria a liberdade de expressão e de religião.
Diante de grandes protestos contra o texto aprovado, Morsi emitiu um decreto autorizando as Forças Armadas a proteger as instituições nacionais e os locais de votação para a realização de um referendo sobre a nova constituição, que foi realizado em dezembro de 2012, e aprovou o novo texto.
No final de abril de 2013, teve início o movimento Tamarod (rebelde), que iniciou uma coleta de assinaturas contra o governo de Morsi.
Em 30 de junho de 2013, data do primeiro aniversário da posse de Morsi, milhares de pessoas saíram às ruas para exigir a sua demissão.
No dia 1.º de julho, a cúpula dos militares deu um ultimato para que Morsi atendesse às demandas do público dentro de 48 horas e acabasse com a crise política.
Em 3 de julho, foi efetivado o golpe militar que suspendeu a nova Constituição, que sofreu a oposição de partidários da Irmandade, que montaram um acampamento na Praça Nahda, junto à Mesquita Rabaa al-Adawiya.
No dia 14 de agosto, depois de semanas de impasse, as forças de segurança invadiram o acampamento de protesto e impuseram um estado de emergência nacional.
Em 24 de março de 2014, 529 partidários de Morsi foram condenados à morte, enquanto o julgamento do próprio Morsi ainda estava em andamento. Tendo emitido um julgamento final, 492 sentenças foram comutadas em prisão perpétua com "apenas" 37 sentenças de morte confirmadas.
Em 28 de abril, ocorreu outro julgamento em massa com 683 partidários de Morsi condenados à morte por terem matado 1 policial.
Em 2015, o Egito participou da intervenção liderada pela Arábia Saudita no Iêmen.

## Período El-Sisi
De perfil conservador e nacionalista, o general se tornou uma figura carismática em seu país, a ponto de ser apontado como um forte candidato presidencial. Para consolidar esse passo, em março de 2014, Sisi renunciou ao posto de Marechal nas Forças Armadas do Egito para se candidatar oficialmente ao cargo de presidente do país nas eleições de 2014. E sem muitas surpresas, Abdel el-Sisi venceu no final de maio a eleição presidencial de 2014, com uma vitória esmagadora por mais de 96,9% dos votos, e tomou posse no dia 8 de junho.
El-Sisi ganhou as eleições devido a promessas de projetos tais como:
- Novo Canal de Suez;
- Nova capital proposta do Egito;
- Reator nuclear em Dabaa;
- Projeto El Farafra para aumentar a área de terras agrícolas.

A conferência econômica que se realizou em Sharm El Sheikh em 2015 aumentou o número de investimentos estrangeiros no Egito.
Sob o presidente El-Sisi, o Egito implementou uma rigorosa política de controle da fronteira para a Faixa de Gaza, incluindo o desmantelamento de túneis entre Gaza e Sinai.